# Alla mot en
Alla mot en var ett svenskt underhållnings-/frågesportprogram som baserades på TV-företaget Endemols programformat 1 vs. 100. TV-programmet gick under andra halvan av första säsongen under namnet "Bingolottos Alla mot en" och andra säsongen under namnet "Sverigelottens Alla mot en". Första säsongen sändes på lördagar 19:00 som avsnitt på en timme (inklusive reklam) medan andra säsongen sändes fredagar och lördagar 19:30 som halvtimmeslånga avsnitt.

## Historik
Formatet sändes första gången i Nederländerna under namnet Eén tegen 100, och TV-formatet har sedan dess spritt sig världen runt och sänds nu i flera länder. I Sverige var programmet ett samarbete med Folkspel. För att kunna få en plats på läktaren första säsongen behövde man en bingolott. Tittarna med en bingolott kunde också ringa in under programmet och vinna priser. Första säsongen delades utmanarens pengar ut till en slumpmässigt vald person på läktaren om utmanaren inte lyckades slå ut alla hundra på läktaren. Dessutom delades utmanarnas vinstsummor ut som en extrasumma på Bingolotto. Det hölls flera dragningar i varje avsnitt där en enskild rad eller individ på läktaren vann ett presentkort, prylar eller en semesterresa. Andra säsongen ersattes bingolotten av Sverigelotten, och utmanarnas prissummor delades inte ut längre till vare sig läktaren eller individer med lotter.
Programmet gick ut på att en tävlande skulle slå ut 100 personer på läktaren i en frågesport. Men svarade man fel utan att köpa sig fri förlorade man och blev av med alla sina pengar. Efter varje fråga eliminerades de motståndare på läktaren som svarade fel på frågan. Under hela spelets gång var det totala värdet av alla kvarvarande motståndare 250 000 kronor. På varje fråga tjänade utmanaren pengar för varje enskild motståndare som eliminerades på frågan, om denne inte valt att utnyttja ett friköp på frågan. Vinstsumman för varje enskild kvarvarande individ på läktaren avrundades till närmaste heltal (bortsett sista frågan då de resterande eliminerades). Till skillnad från motståndarna på läktaren hade den tävlande möjligheten att upp till tre gånger köpa sig fri från och hoppa över en fråga; första gången blev man av med 25 %, andra gången 50 % och tredje gången 75 % av det belopp man då hade. Utmanaren var ändå tvungen att chansa på något svar för att se vilket svar som var rätt. Det var dock inte möjligt att köpa sig fri på första frågan. Man hade också möjlighet att en gång dubblera den sammanlagda slutgiltiga vinstsumman på frågan innan man svarat på den. I Sverige kunde en fråga ge högst 500 000 kronor, om den tävlande dubblerade värdet på en viss fråga samtidigt som de kvarvarande motståndarna eliminerades på den frågan. Detta hände en gång i den svenska upplagan. Till skillnad från Vem vill bli miljonär? och Postkodmiljonären hade utmanaren inte någon möjlighet att hoppa av tävlingen på någon fråga och lämna tävlingen med den summa denne till dess hade skrapat ihop.
Om den sista kvarvarande motståndaren på läktaren svarade rätt på den nuvarande frågan samtidigt som utmanaren förlorade på frågan fick denne överta utmanarstolen direkt och spela en helt ny omgång. Detta hände redan i andra programmet då den allra första utmanaren förlorade och som tävlande slog den segrande motståndaren dessutom ut 100 personer på läktaren och vann.
Varje frågeomgång inleddes med att den tävlande först fick veta kategorin på frågan och därefter valde den tävlande huruvida denne skulle få en lätt eller svår fråga. Varje fråga hade tre svarsalternativ. Den tävlande hade obegränsat med betänketid medan läktaren bara hade 6 sekunder.
Varje person på läktaren behöll sin plats på läktaren i varje helt avsnitt åtminstone så länge den sista utmanarens spelrunda i ett givet avsnitt gett upphov till förlängning över nästa avsnitt.
I Sverige ledde Rickard Sjöberg programmet.
Efter den andra säsongen ersattes Alla mot en av Postkodmiljonären, en annan frågesport som är uppföljare till Vem vill bli miljonär?, från och med augusti 2005.

## Spelen
Alla mot en släpptes som två olika spel i Sverige. Pan Vision släppte Alla mot en som DVD-spel och datorspel den 3 oktober 2005. I spelet ingår sekvenser från studion där Rickard Sjöberg var programledare. Ett sällskapsspel släpptes också.

### Fotnoter
1. ↑  Rickard Sjöberg leder Alla mot en, TV4 Media, 3 december 2003, läs online.[källa från Wikidata]
2. ↑  ”Alla mot en, 10 januari 2004”. https://www.youtube.com/watch?v=GSb2DmAdeYM. Läst 29 december 2019.
3. ↑  ”Alla mot en, 17 januari 2004”. https://www.youtube.com/watch?v=ZrGcc8EfN50. Läst 29 december 2019.
4. ↑  ”Alla mot en”. WorldofBoardGames.com. https://www.worldofboardgames.com/alla_mot_en. Läst 1 januari 2020.
5. ↑  ”Alla Mot En (PC) (PC-spel)”. Prisjakt. https://www.prisjakt.nu/produkt.php?p=105916. Läst 1 januari 2020.
6. ↑  ”Alla Mot En (DVD-spel) (DVD-filmer)”. Prisjakt. https://www.prisjakt.nu/produkt.php?p=63134. Läst 1 januari 2020.